# Damien Kabengele
Damien Thsigambu Mulowayi Kabengele (* 4. Februar 1981 in Kinshasa, Demokratische Republik Kongo) ist ein ehemaliger französisch-kongolesischer Handballspieler. Er ist 1,96 m groß und wiegt 96 kg.

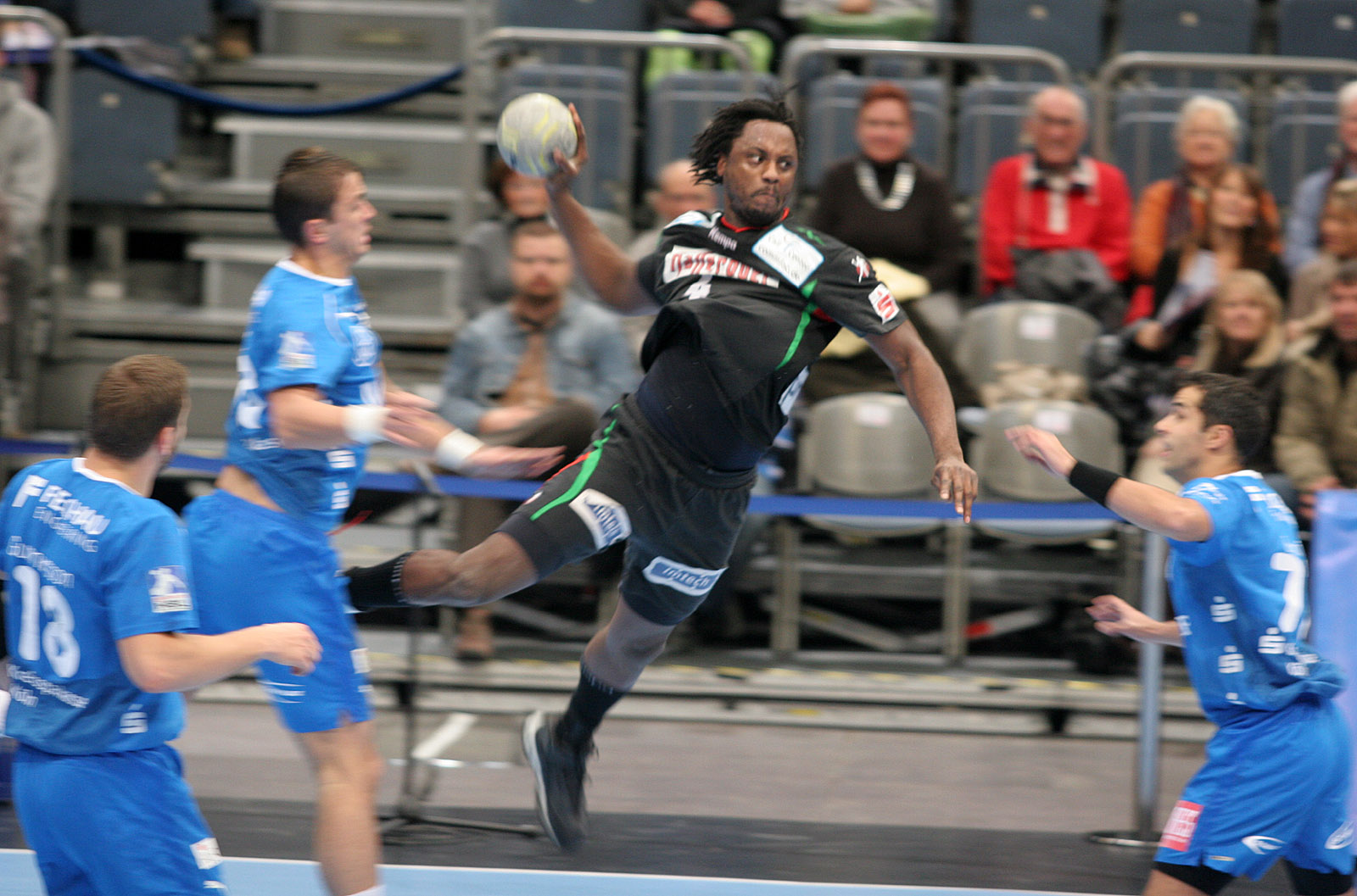
Damien Kabengele

Damien Kabengele konnte im Rückraum vielfältig eingesetzt werden; am liebsten spielte er aber auf Rückraum links.

## Karriere
Kabengele unterschrieb 2000 seinen ersten Profivertrag bei Montpellier HB. Mit dieser Mannschaft holte er in den Jahren 2002–2006 jeweils die französische Meisterschaft, 2001, 2002, 2003, 2005 und 2006 den französischen Pokal, sowie als Höhepunkt 2003 die EHF Champions League. Weil er bei Montpellier HB zumeist hinter Nikola Karabatić kaum zum Zug kam, wechselte er im Sommer 2006 zum RK Zagreb, wo er allerdings nicht zurechtkam, so dass er im Januar 2007 zu Eintracht Hildesheim in die 1. Handball-Bundesliga weiterzog. Hier blühte Kabengele auf, erzielte in der Rückrunde noch über 100 Tore, konnte den Abstieg von Eintracht Hildesheim aber nicht verhindern. Von Sommer 2007 bis Sommer 2010 spielte er für den SC Magdeburg. Von 2010 bis 2013 spielte Kabengele für Toulouse Handball. Nach der Vertragsauflösung spielte er für al-Ahli SC. Zur Saison 2013/14 wechselte Kabengele erneut zur Eintracht Hildesheim. Nach mehreren Verletzungen ließ er noch vor Saisonende seinen Vertrag auflösen.
Kabengele übernahm im Sommer 2014 das Traineramt beim französischen Verein HBC Château-Renard.